# アレクサンダル・パンティッチ
アレクサンダル・パンティッチ（Aleksandar Pantić 、1992年4月11日 - ）は、セルビア・アラジェロヴァツ出身のプロサッカー選手。AELリマソール所属。ポジションはDF(CB)。

## 経歴

### クラブ
パルチザン・ベオグラードの下部組織出身だが、FKラド・ベオグラードでプロデビュー。
2012年8月31日、移籍期間最終日にレッドスター・ベオグラードとシーズンいっぱいの契約を結んだ。
2013年7月7日、ビジャレアルCFに移籍し3年契約を結んだ。翌年1月6日のラーヨ・バジェカーノ戦で移籍後初出場を果たしたが、その後はレンタル移籍を繰り返した。
2017年2月1日、FCディナモ・キーウに移籍。

### 代表
アンダーのセルビア代表歴がある。